# Biatlon na Zimních olympijských hrách 2022 – stíhací závod ženy
Ženský biatlonový stíhací závod na 10 km na Zimních olympijských hrách 2022 v čínském Pekingu se konal v Čang-ťia-kchou běžeckém a biatlonovém centru 13. února 2022.
Zlatou medaili z předcházejících olympijských her získala Němka Laura Dahlmeierová, která v roce 2019 ukončila kariéru. Úřadující mistryní světa z této disciplíny byla Norka Tiril Eckhoffová, která získala bronzovou medaili.
První dvě místa obsadily první dvě závodnice z předchozího sprintu. Zlatou medaili tak získala Norka Marte Olsbuová Røiselandová, která předvedla suverénní jízdu a zvítězila s největším náskokem v historii olympijských stíhacích závodů- Svoji druhou stříbrnou olympijskou medaili získala Švédka Elvira Öbergová.

## Program
| Datum          | Zahájení (UTC+8) | Zahájení (SEČ) | Fáze závodu |
| -------------- | ---------------- | -------------- | ----------- |
| 13. února 2022 | 17:00            | 10:00          | Finále      |

## Průběh závodu
Oproti předchozím závodům se tento jel za hustějšího sněžení a především mrazu dosahujícího –13 °C. Jako první startovala – podle výsledků z předcházejícího sprintu – Norka Marte Olsbuová Røiselandová. Svůj náskok v prvních třech kolech mírně zvyšovala, za ní se střídaly Švédka Elvira Öbergová a Italka Dorothea Wiererová. Při první střelbě vstoje nezasáhla Røiselandová jeden terč, ale nejbližší soupeřky také chybovaly, a tak Norka zvyšovala svůj náskok před Wiererovou, za kterou se zařadila Rakušanka Lisa Hauserová. Obě však musely po poslední střelbě na trestné kolo, a tak Røiselandová odjížděla do posledního kola s téměř dvouminutovým náskokem. Za ní jely při této střelbě bezchybná Öbergová a další Norka Ingrid Landmark Tandrevoldová. Öbergová brzy Tandrevoldové odjela a dojela si za Røiselandovou pro stříbrnou medaili. Třetí místo obsadila další Norka Tiril Eckhoffová. Tandrevoldová byla zcela vyčerpaná, v druhé polovině posledního kola výrazně zpomalila, dojela až na 14. místě a v cíli zkolabovala.
 Nejlépe z českých reprezentantek skončila Markéta Davidová na 28. místě, která při každé střelecké položce jednou chybovala. Přesto vylepšila svoji pozici ze sprintu o 13 míst. Lucie Charvátová nezasáhla stejný počet terčů a dojela na 34. místě. Tímto výsledkem si však zajistila účast do závěrečného závodu s hromadným startem. Jessica Jislová udělala jen dvě chyby, ale běžela pomalu a dokončila závod jedno místo za Charvátovou. Tereza Voborníková udělala při prvních třech střelbách celkem sedm chyb a byla předjeta o kolo.

## Výsledky
| Pořadí                                                                         | Č. | Závodnice                     | Stát                   | Počáteční ztráta | Čas            | Střelba (L+L+S+S) | Ztráta         |
| ------------------------------------------------------------------------------ | -- | ----------------------------- | ---------------------- | ---------------- | -------------- | ----------------- | -------------- |
| 1                                                                              | 1  | Marte Olsbuová Røiselandová   | Norsko                 | 0:00             | 34:46,9        | 1 (0+0+1+0)       |                |
| 2                                                                              | 2  | Elvira Öbergová               | Švédsko                | 0:31             | 36:23,4        | 3 (0+1+2+0)       | +1:36,5        |
| 3                                                                              | 11 | Tiril Eckhoffová              | Norsko                 | 1:16             | 36:35,6        | 3 (1+1+0+1)       | +1:48,7        |
| 4.                                                                             | 26 | Hanna Solová                  | Bělorusko              | 1:52             | 36:45,8        | 3 (1+1+1+0)       | +1:58,9        |
| 5.                                                                             | 12 | Linn Perssonová               | Švédsko                | 1:20             | 36:54,1        | 2 (0+0+1+1)       | +2:07,2        |
| 6.                                                                             | 3  | Dorothea Wiererová            | Itálie                 | 0:37             | 36:56,0        | 3 (0+0+2+1)       | +2:09,1        |
| 7.                                                                             | 4  | Lisa Theresa Hauserová        | Rakousko               | 0:47             | 36:56,7        | 2 (0+0+1+1)       | +2:09,8        |
| 8.                                                                             | 29 | Julia Simonová                | Francie                | 1:56             | 37:05,2        | 2 (0+1+1+0)       | +2:18,3        |
| 9.                                                                             | 16 | Monika Hojniszová-Staręgová   | Polsko                 | 1:29             | 37:15,7        | 2 (2+0+0+0)       | +2:28,8        |
| 10.                                                                            | 14 | Paulína Fialková              | Slovensko              | 1:28             | 37:25,7        | 2 (0+2+0+0)       | +2:38,8        |
| 11.                                                                            | 13 | Uljana Nigmatullinová         | Sportovci ROV          | 1:28             | 37:33,2        | 3 (0+2+1+0)       | +2:46,3        |
| 12.                                                                            | 18 | Vanessa Voigtová              | Německo                | 1:31             | 37:35,3        | 1 (1+0+0+0)       | +2:48,4        |
| 13.                                                                            | 8  | Julija Džymová                | Ukrajina               | 1:08             | 37:36,2        | 4 (1+0+1+2)       | +2:49,3        |
| 14..                                                                           | 5  | Ingrid Landmark Tandrevoldová | Norsko                 | 1:00             | 37:39,9        | 1 (0+0+1+0)       | +2:53,0        |
| 15.                                                                            | 30 | Franziska Preussová           | Německo                | 1:57             | 37:45,6        | 1 (1+0+0+0)       | +2:58,7        |
| 16.                                                                            | 10 | Alina Stremousová             | Moldavsko              | 1:15             | 38:01,3        | 2 (0+0+1+1)       | +3:14,4        |
| 17.                                                                            | 22 | Denise Herrmannová            | Německo                | 1:45             | 38:07,6        | 3 (0+1+0+2)       | +3:20,7        |
| 18.                                                                            | 19 | Hanna Öbergová                | Švédsko                | 1:35             | 38:11,3        | 6 (1+0+3+2)       | +3:24,4        |
| 19.                                                                            | 15 | Dzinara Alimbekavová          | Bělorusko              | 1:29             | 38:13,7        | 3 (0+0+3+0)       | +3:26,8        |
| 20.                                                                            | 60 | Iryna Leščanková              | Bělorusko              | 2:48             | 38:16,9        | 2 (0+0+0+2)       | +3:30,0        |
| 21.                                                                            | 55 | Vanessa Hinzová               | Německo                | 2:40             | 38:21,0        | 1 (0+0+0+1)       | +3:34,1        |
| 22.                                                                            | 21 | Katharina Innerhoferová       | Rakousko               | 1:42             | 38:24,7        | 3 (0+0+1+2)       | +3:37,8        |
| 23.                                                                            | 20 | Irina Kazakevičová            | Sportovci ROV          | 1:39             | 38:25,8        | 3 (0+0+2+1)       | +3:38,9        |
| 24.                                                                            | 23 | Lena Häckiová                 | Švýcarsko              | 1:46             | 38:27,5        | 4 (2+0+1+1)       | +3:40,6        |
| 25.                                                                            | 24 | Anastasija Merkušinová        | Ukrajina               | 1:47             | 38:37,2        | 2 (1+0+0+1)       | +3:50,3        |
| 26.                                                                            | 6  | Kristina Rezcovová            | Sportovci ROV          | 1:05             | 38:41,6        | 7 (2+2+1+2)       | +3:54,7        |
| 27.                                                                            | 9  | Anaïs Bescondová              | Francie                | 1:09             | 38:46,4        | 5 (2+0+1+2)       | +3:59,5        |
| 28.                                                                            | 41 | Markéta Davidová              | Česko                  | 2:28             | 38:49,8        | 4 (1+1+1+1)       | +4:02,9        |
| 29.                                                                            | 34 | Joanne Reidová                | Spojené státy americké | 2:11             | 39:06,7        | 3 (0+0+0+3)       | +4:19,8        |
| 30.                                                                            | 28 | Mari Ederová                  | Finsko                 | 1:56             | 39:15,6        | 4 (0+1+1+2)       | +4:28,7        |
| 31.                                                                            | 17 | Milena Todorovová             | Bulharsko              | 1:31             | 39:20,6        | 6 (0+0+2+4)       | +4:33,7        |
| 32.                                                                            | 36 | Lisa Vittozziová              | Itálie                 | 2:25             | 39:21,2        | 4 (1+2+0+1)       | +4:34,3        |
| 33.                                                                            | 38 | Ida Lienová                   | Norsko                 | 2:26             | 39:22,1        | 4 (0+1+2+1)       | +4:35,2        |
| 34.                                                                            | 25 | Lucie Charvátová              | Česko                  | 1:51             | 39:43,2        | 4 (2+1+0+1)       | +4:56,3        |
| 35.                                                                            | 31 | Jessica Jislová               | Česko                  | 1:58             | 39:54,5        | 2 (0+1+0+1)       | +5:07,6        |
| 36.                                                                            | 42 | Ivona Fialková                | Slovensko              | 2:28             | 40:06,3        | 7 (0+4+1+2)       | +5:19,4        |
| 37.                                                                            | 57 | Samuela Comolová              | Itálie                 | 2:46             | 40:10,4        | 3 (0+1+1+1)       | +5:23,5        |
| 38.                                                                            | 46 | Clare Eganová                 | Spojené státy americké | 2:32             | 40:17,0        | 4 (0+0+2+2)       | +5:30,1        |
| 39.                                                                            | 54 | Amy Basergová                 | Švýcarsko              | 2:40             | 40:18,0        | 3 (1+0+1+1)       | +5:31,1        |
| 40.                                                                            | 27 | Susan Dunkleeová              | Spojené státy americké | 1:55             | 40:18,9        | 3 (0+0+2+1)       | +5:32,0        |
| 41.                                                                            | 47 | Světlana Mironovová           | Sportovci ROV          | 2:33             | 40:25,4        | 6 (0+0+1+5)       | +5:38,5        |
| 42.                                                                            | 39 | Fujuko Tačizakiová            | Japonsko               | 2:27             | 40:27,8        | 3 (0+1+1+1)       | +5:40,9        |
| 43.                                                                            | 51 | Suvi Minkkinenová             | Finsko                 | 2:37             | 40:38,0        | 0 (0+0+0+0)       | +5:51,1        |
| 44.                                                                            | 45 | Julia Schwaigerová            | Rakousko               | 2:32             | 40:42,2        | 3 (0+0+1+2)       | +5:55,3        |
| 45.                                                                            | 44 | Susan Külmová                 | Estonsko               | 2:31             | 40:57,3        | 3 (1+1+1+0)       | +6:10,4        |
| 46.                                                                            | 7  | Anna Magnussonová             | Švédsko                | 1:06             | 40:59,9        | 6 (1+3+0+2)       | +6:13,0        |
| 47.                                                                            | 37 | Deedra Irwinová               | Spojené státy americké | 2:26             | 41:01,0        | 4 (0+0+1+3)       | +6:14,1        |
| 48.                                                                            | 50 | Baiba Bendiková               | Lotyšsko               | 2:36             | 41:11,9        | 6 (2+1+2+1)       | +6:25,0        |
| 49.                                                                            | 33 | Tuuli Tomingasová             | Estonsko               | 2:05             | 41:12,2        | 7 (0+2+3+2)       | +6:25,3        |
| 50.                                                                            | 56 | Regina Ojová                  | Estonsko               | 2:40             | 41:14,5        | 5 (3+1+0+1)       | +6:27,6        |
| 51.                                                                            | 59 | Polona Klemenčičová           | Slovinsko              | 2:47             | 41:31,5        | 4 (0+1+2+1)       | +6:44,6        |
| 52.                                                                            | 52 | Galina Višněvská-Šeporenková  | Kazachstán             | 2:38             | 41:47,9        | 4 (1+0+0+3)       | +7:01,0        |
| 53.                                                                            | 35 | Tchang Ťia-lin                | Čína                   | 2:19             | 41:48,3        | 4 (1+0+1+2)       | +7:01,4        |
| 54.                                                                            | 32 | Emma Lunderová                | Kanada                 | 2:03             | 42:19,3        | 7 (1+3+2+1)       | +7:32,4        |
| 55.                                                                            | 40 | Iryna Petrenková              | Ukrajina               | 2:27             | 43:03,7        | 4 (1+1+2+0)       | +8:16,8        |
| 56                                                                             | 49 | Jekatěrina Avvakumovová       | Jižní Korea            | 2:35             | LAP            | 7 (3+4+ + )       | LAP            |
| 56                                                                             | 58 | Tereza Voborníková            | Česko                  | 2:47             | LAP            | 7 (4+0+3+ )       | LAP            |
| 58                                                                             | 43 | Johanna Talihärmová           | Estonsko               | neodstartovaly   | neodstartovaly | neodstartovaly    | neodstartovaly |
| 58                                                                             | 48 | Justine Braisazová-Bouchetová | Francie                | neodstartovaly   | neodstartovaly | neodstartovaly    | neodstartovaly |
| 58                                                                             | 53 | Kamila Żuková                 | Polsko                 | neodstartovaly   | neodstartovaly | neodstartovaly    | neodstartovaly |
| zdroj: Č. – startovní číslo závodnice, LAP – závodnice byla předběhnuta o kolo |    |                               |                        |                  |                |                   |                |